# Beilschmiedia rufolanata
Beilschmiedia rufolanata är en lagerväxtart som beskrevs av André Joseph Guillaume Henri Kostermans. Beilschmiedia rufolanata ingår i släktet Beilschmiedia och familjen lagerväxter. Inga underarter finns listade i Catalogue of Life.